# Juarez Fernandes Leitão
Juarez Fernandes Leitão (Novo Oriente, 11 de março de 1948), é um professor, poeta, escritor e político brasileiro, membro da Academia Cearense de Letras.

## Biografia
É filho de João Fernandes de Oliveira e de Maria Soares Cavalcante Leitão. Estudou nos Seminários de Sobral e de Fortaleza e, após desistir da carreira eclesiástica, cursou três anos da Faculdade de Direito da Universidade Federal do Ceará.
Bacharelou-se em História e Filosofia pela Universidade Estadual do Ceará, em 1976. Seguiu o magistério como professor de História nos Colégios Lourenço Filho, Farias Brito, Batista, Colégio 7 de Setembro e cursos pré-vestibulares, bem como, de Filosofia, Sociologia e Visão do Mundo Contemporâneo.
Na esfera política foi vereador de Fortaleza em duas legislaturas, suplente de senador e assessor político da Assembleia Legislativa do Ceará e da Câmara Municipal de Fortaleza. Participou de vários grupos literários no estado do Ceará.
Foi membro do Conselho Estadual de Cultura. Poeta, cronista, conferencista e historiador com várias obras publicadas, ingressou na Academia Cearense de Letras no dia 14 de março de 1996, tendo sido saudado pelo acadêmico Teoberto Landim. Ocupa a vaga deixada por Mozart Soriano Aderaldo, cadeira número 19, cujo patrono é José Albano. É membro da Academia Cearense de Retórica, União Brasileira de Trovadores, União Brasileira de Escritores e Academia Fortalezense de Letras.

## Obra
- Urubu Rosado, (1981),
- Tangenciais, (1987),
- Ignis, O Inventário da Paixão, (poesias/1993),
- Pelas Ruas do Mundo e da Esperança, (1995), em parceria com Artur Eduardo Benevides;
- Padre Leitão, o Cura da Ribeira do Curtume, (1999),
- Sábado, Estação de Viver, (2000),[8]
- A Praça do Ferreira, República do Ceará Moleque, (2002),[9]
- Futebol, Ofício de Paixão, (2002),
- Quixeramobim, (2003),
- O Vaqueiro Gavião & Outros Causos da Boca do Mundo, (2004),
- O Sabonete Premiado & Outras Histórias de Humor e Espanto, (2005),
- Ensino Como Quem Reza – Vida e Tempo de Filgueiras Lima, (2006),[10]
- Sonhos e Vitórias - A História de João Gonçalves Primo - em parceria com o escritor e biógrafo cearense Túlio Monteiro (2007),
- Maranguape de personagens e fatos históricos (2009)[11],
- Crônicas de Amor ao Ideal Clube, (2014),
- Olga Barroso – Na Vanguarda da Vida, (2017),
- Deusmar Queirós - o Tecedor de Ousadias (2019).